# Hörder Burg
Die Hörder Burg, auch Hörde genannt, im heutigen Dortmunder Stadtteil Hörde wurde im 12. Jahrhundert in unmittelbarer Nähe der Emscher als Wasserburg erbaut. Sie ist Stammsitz der Adelsfamilie Hörde. Unweit der Burg befand sich am Zusammenfluss von Emscher und Hörder Bach eine wirtschaftlich bedeutsame Getreidemühle.

## Geschichte

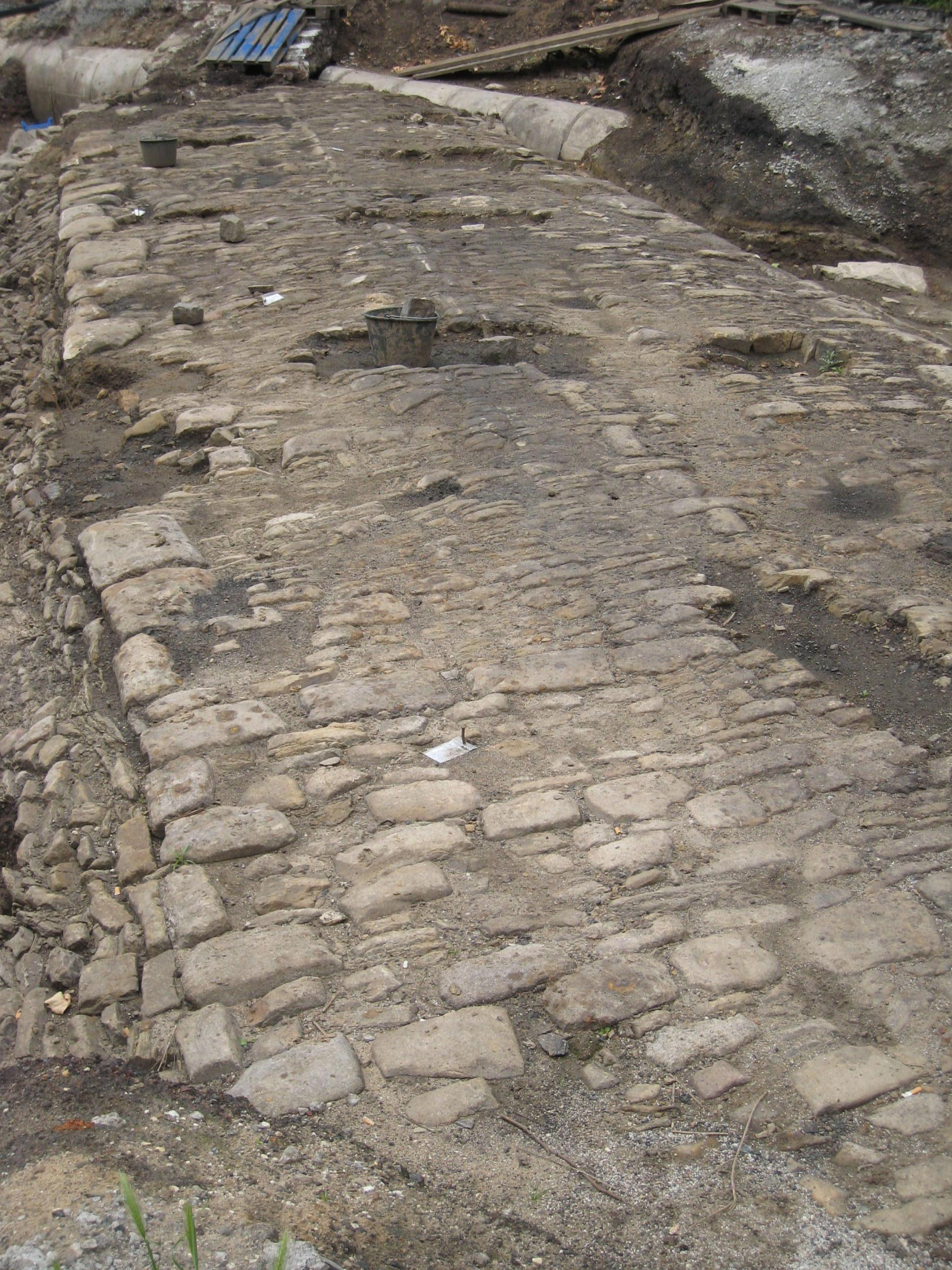
Ausgrabungen vor der Hörder Burg 2008

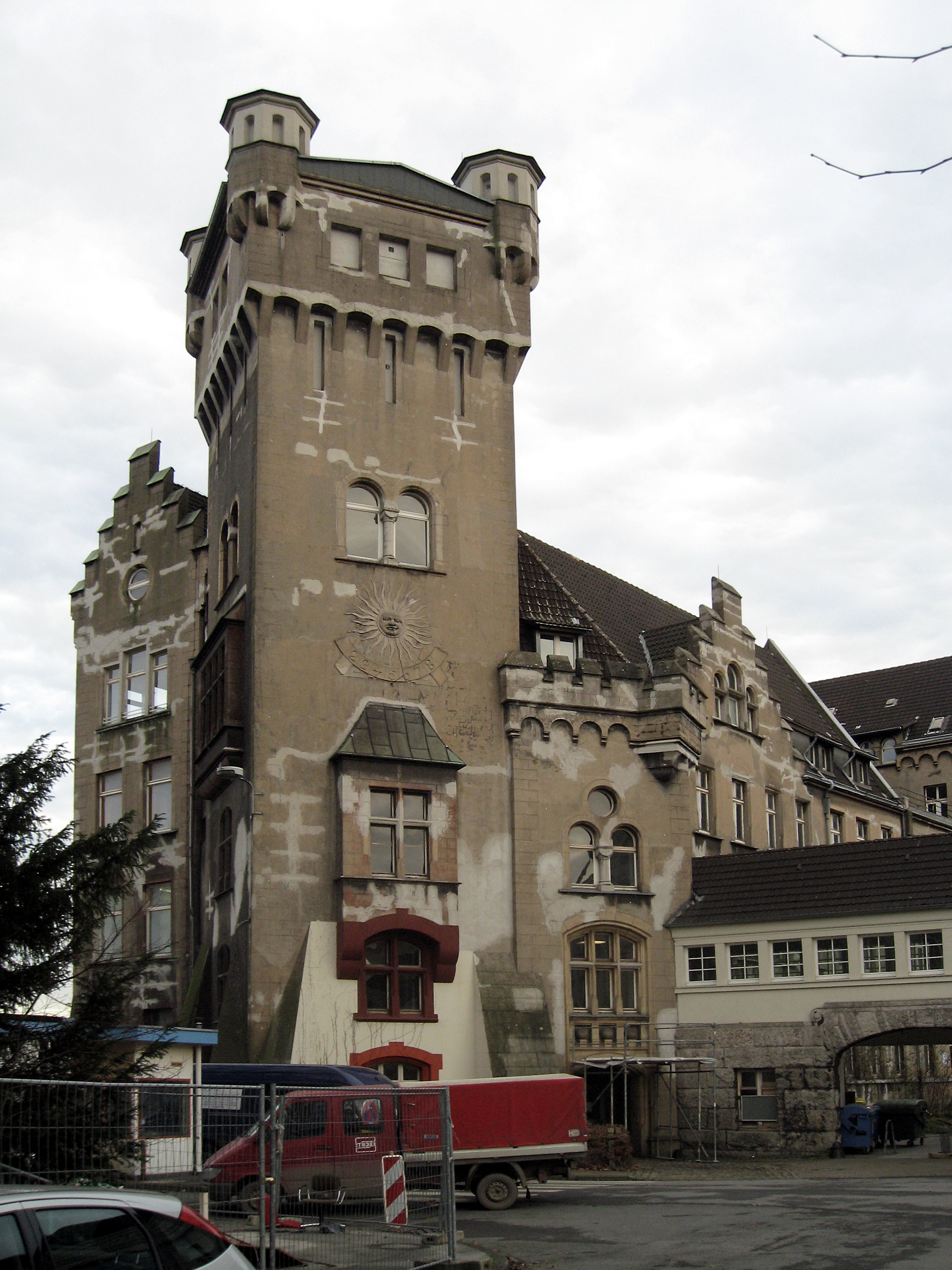
Die Hörder Burg 2008 vor der Sanierung

Erste Erwähnung findet die Hörder Burg und mit ihr der Ministeriale Albert I von Hörde in einer Urkunde des Kaisers Otto IV. (HRR) zugunsten des Klosters Corvey. Aus dieser Zeit stammt der bis heute erhaltene, historisch bedeutsame Burgturm.
Ende des 13. Jahrhunderts wechselt die Burg in den Besitz der Grafen von der Mark. Diese bauen die Burg weiter aus, später ist sie ihr Stützpunkt in der Großen Dortmunder Fehde. Im Verlauf der Fehde verleiht Konrad von der Mark im Jahr 1340 dem Dorf Hörde die Stadtrechte. Im Jahr 1614 fällt die Burg am Ende des Jülich-Klevischen Erbfolgestreits im Vertrag von Xanten an Brandenburg-Preußen. Im Jahre 1505 brannte am Tage vor Allerheiligen die Burg bis auf die Grundmauern nieder; nur das Wohnhaus der Burgherren und ein weiteres Gebäude blieben stehen.
Das im 15. Jahrhundert gebildete Amt Hörde und der Sitz des Eichlinghofer Gerichts bekommen ihren Sitz auf der Hörder Burg.
Im Dreißigjährigen Krieg wurde die Hörder Burg erst von spanischen und dann von brandenburgischen und später von den Truppen des Wolfgang Wilhelm (Pfalz-Neuburg) besetzt. Sie alle wurden jedoch vertrieben. Doch bei der Besetzung der Burg durch französische Truppen im Jahr 1673 brach in der Burg ein Brand aus, der die Burg teilweise, die Burgkapelle und 38 Häuser in Hörde zerstörte. Später wurde die Burg auf den alten Grundmauern wieder errichtet. Im Jahr 2000 konnte bei Arbeiten das alte Mauerwerk des Burgturms freigelegt werden.

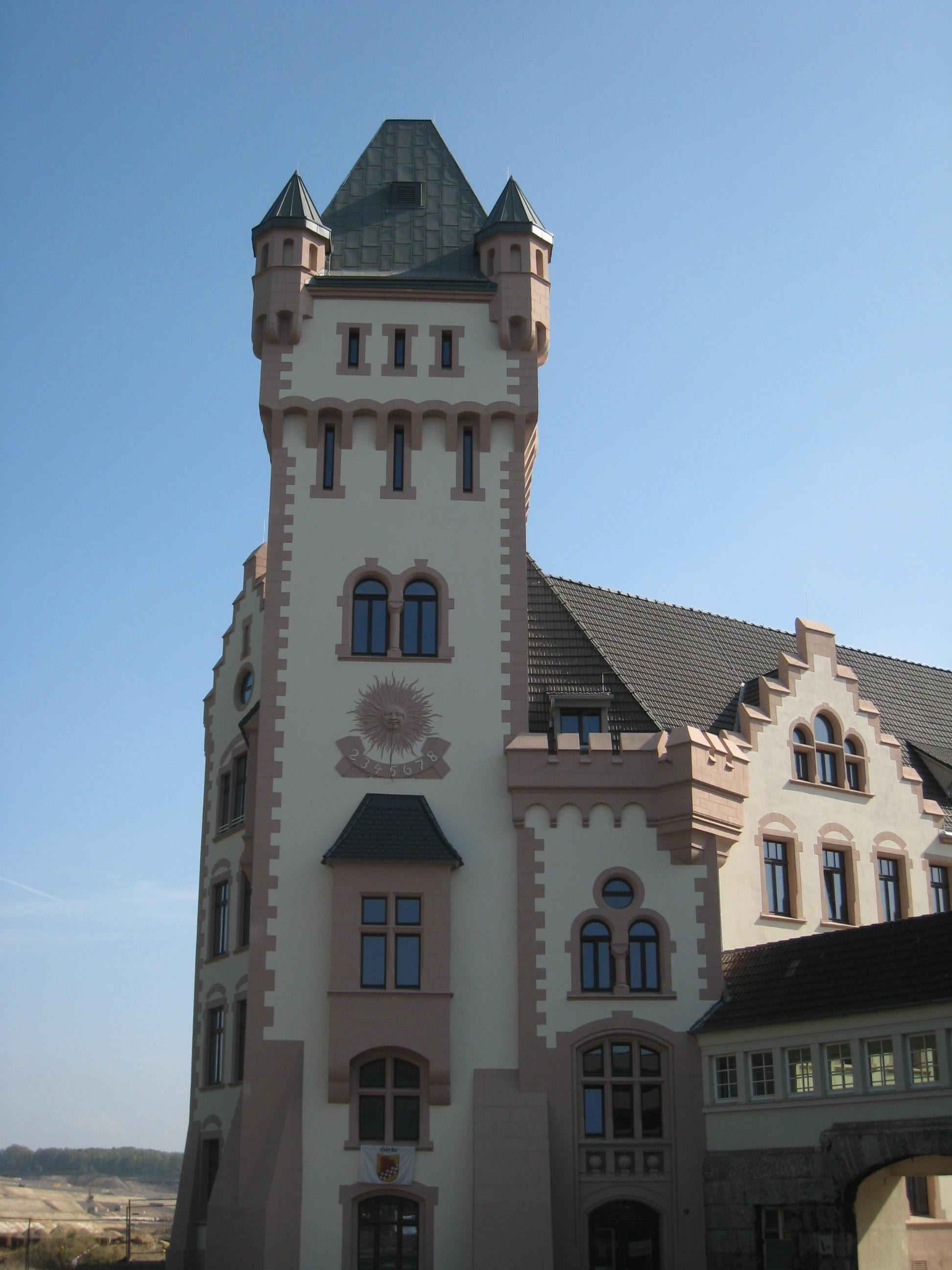
Burgturm mit neuer Turmspitze

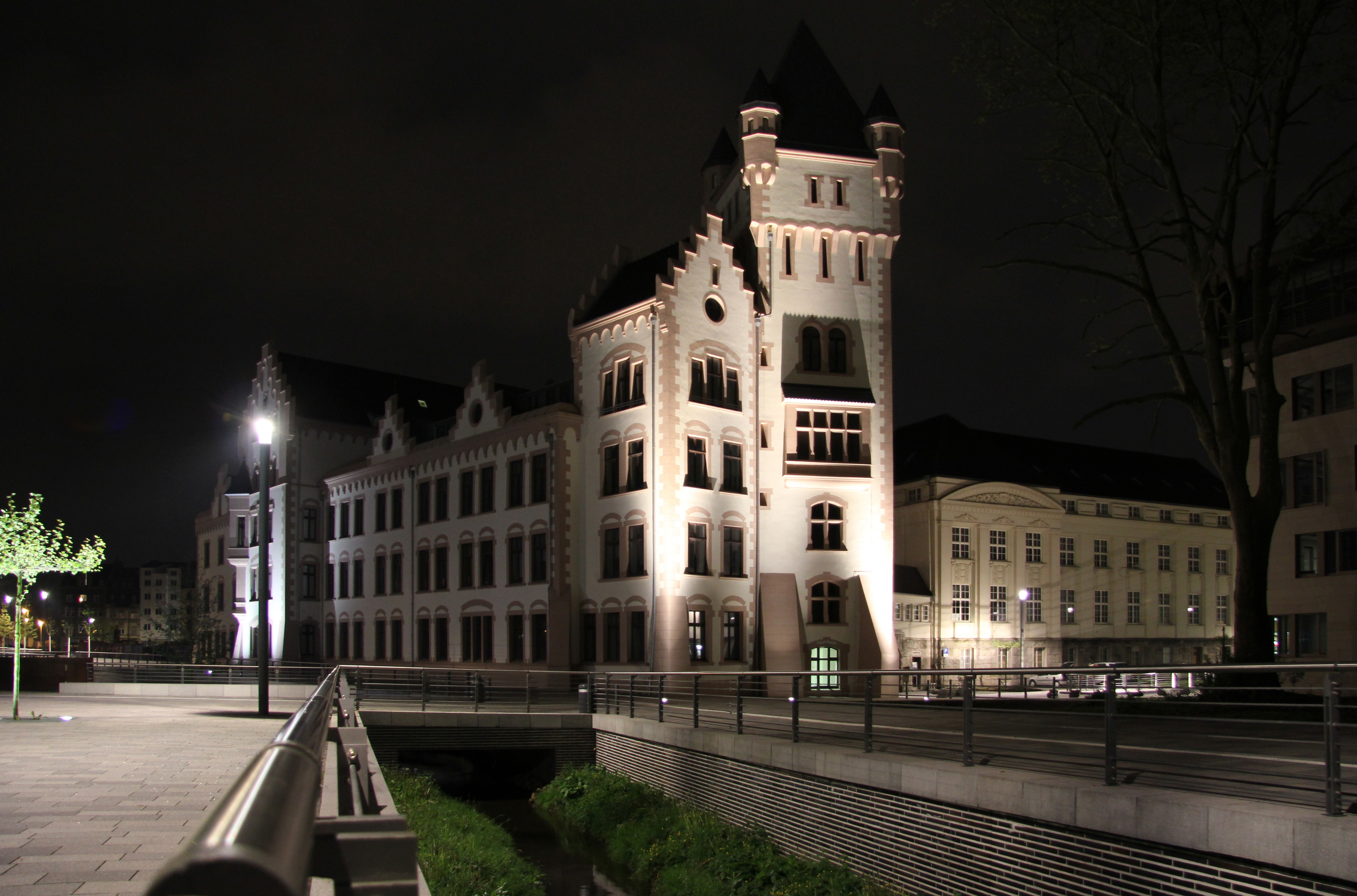
Die Hörder Burg nach der Sanierung 2011

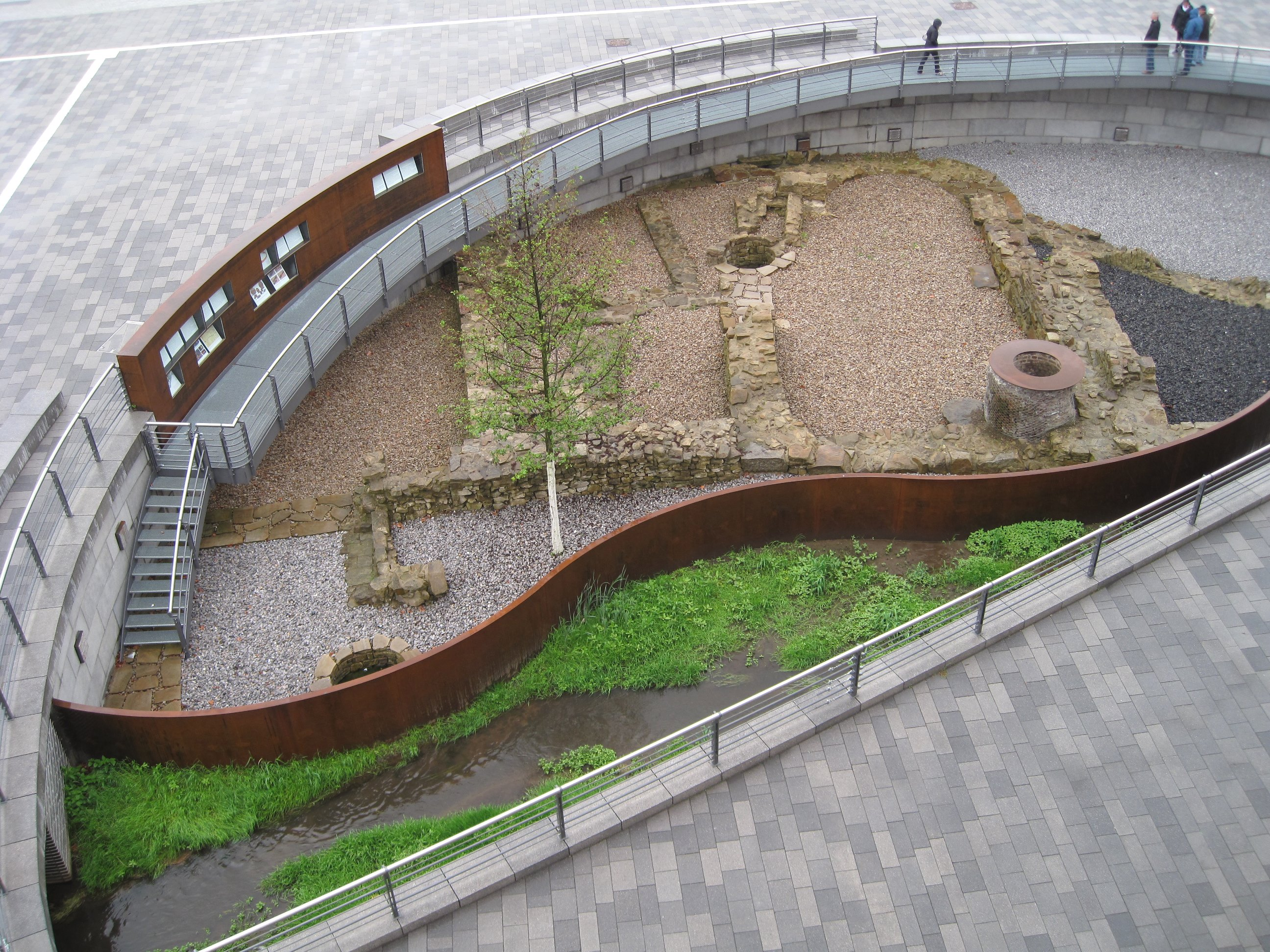
Fundamente der Hörder Burg in der Ausgrabungsfläche zwischen Burg und Hafen des Phoenix-Sees, im Vordergrund der Hörder Bach

Im Jahre 1840 erwarb der Iserlohner Fabrikant Hermann Diedrich Piepenstock die Hörder Burg. Auf dem Gelände richtete er ein Puddel- und Walzwerk ein. Die nach ihm benannte Hermannshütte wurde 1852 unter dem Namen Hörder Bergwerks- und Hütten-Verein zur ersten Aktiengesellschaft im Hüttenwesen des Ruhrgebietes. Der Hörder Bergwerks- und Hüttenverein fusionierte später mit der Hoesch AG.
Eine Vorburg wurde in den Jahren 1920–1922 im Stil des Historismus errichtet und diente als Verwaltungsgebäude des Stahlwerks.
Nach dem Niedergang der Stahlindustrie auf Phoenix-Ost und der Demontage des Stahlwerks, begann im Juni 2008 eine umfassende Sanierung der Burg. In diesem Zusammenhang fanden vor der Burg archäologische Grabungen statt. Auf dem Burgturm wurde eine neue hölzerne Turmspitze errichtet. Am Tag des offenen Denkmals am 14. September 2008 stand das Gebäude im Mittelpunkt der Dortmunder Veranstaltungen und konnte besichtigt werden.
Nach dem Abschluss der Ausgrabungen im Jahr 2009 wurden die zahlreichen Fundstücke und einige Relikte der „Hoesch-Ära“ im Erdgeschoss des Burggebäudes ausgestellt.
Die ehemalige Hoesch-Verwaltung mit den Erweiterungsbauten ist als Baudenkmal, die Spuren der mittelalterlichen Burg sind als Bodendenkmal in die Denkmalliste der Stadt Dortmund eingetragen.
In unmittelbarer Nähe der Hörder Burg entstand der Phoenix-See, der am 1. Oktober 2010 im Rahmen eines großen Festes geflutet wurde. In der Hörder Burg richtete der Verein zur Förderung der Heimatpflege e. V. Hörde vorübergehend ein Museum ein. Hier wurde die Hörder Geschichte vom Mittelalter bis heute dokumentiert.

## Sparkassenakademie NRW
Die Hörder Burg wurde zu einem Seminargebäude umgebaut und ist seit Januar 2017 Sitz der Sparkassenakademie NRW. Der Standort setzte sich im Rahmen eines Auswahlverfahrens gegen 39 Mitbewerber durch. Auf einem Nachbargrundstück wurde ein Hotel-Neubau errichtet.